# Daunos
Dans la mythologie grecque et romaine, Daunos (en grec ancien Δαύνιος ou Δαῦνος) ou Daunus (en latin Daunus) est l'éponyme des Dauniens, peuple d'origine illyrienne installé au premier millénaire av. J.-C. en Apulie, dans une région qui correspond à peu près à l'actuelle province de Foggia.
Daunos est l'un des trois fils de Lycaon, un prince illyrien. Avec ses frères Iapyx et Peucétios, il traversa l'Adriatique et conquit l'Apulie, en chassant les Ausones qui y étaient installés. Dans ce pays, qui prit le nom d'Iapygie, ils créèrent trois royaumes, ceux des Dauniens, des Peucétiens et des Messapes.
Lorsque Diomède est chassé de Grèce, il se réfugie auprès de Daunos, qui lui donne sa fille en mariage. Par la suite, Daunos et Diomède se brouillent ; selon certaines traditions, Diomède est tué par Daunos ou son fils Iunius.